# Pulgar (Toledo)
Pulgar ist ein Dorf und eine zentralspanische Gemeinde (municipio) mit 1.600 Einwohnern (Stand: 2024) in der Provinz Toledo in der Autonomen Gemeinschaft Kastilien-La Mancha.

## Lage
Pulgar liegt etwa 20 Kilometer südsüdwestlich von Toledo in der historischen Provinz La Mancha in einer Höhe von ca. 720 m.
Das Klima im Winter ist rau, im Sommer dagegen trocken und warm; der Regen (ca. 506 mm/Jahr) fällt überwiegend in den Wintermonaten.

## Bevölkerungsentwicklung
| Jahr      | 1970 | 1981 | 1991 | 2001 | 2011 | 2021 |
| Einwohner | 1234 | 1159 | 1160 | 1281 | 1700 | 1484 |

## Sehenswürdigkeiten

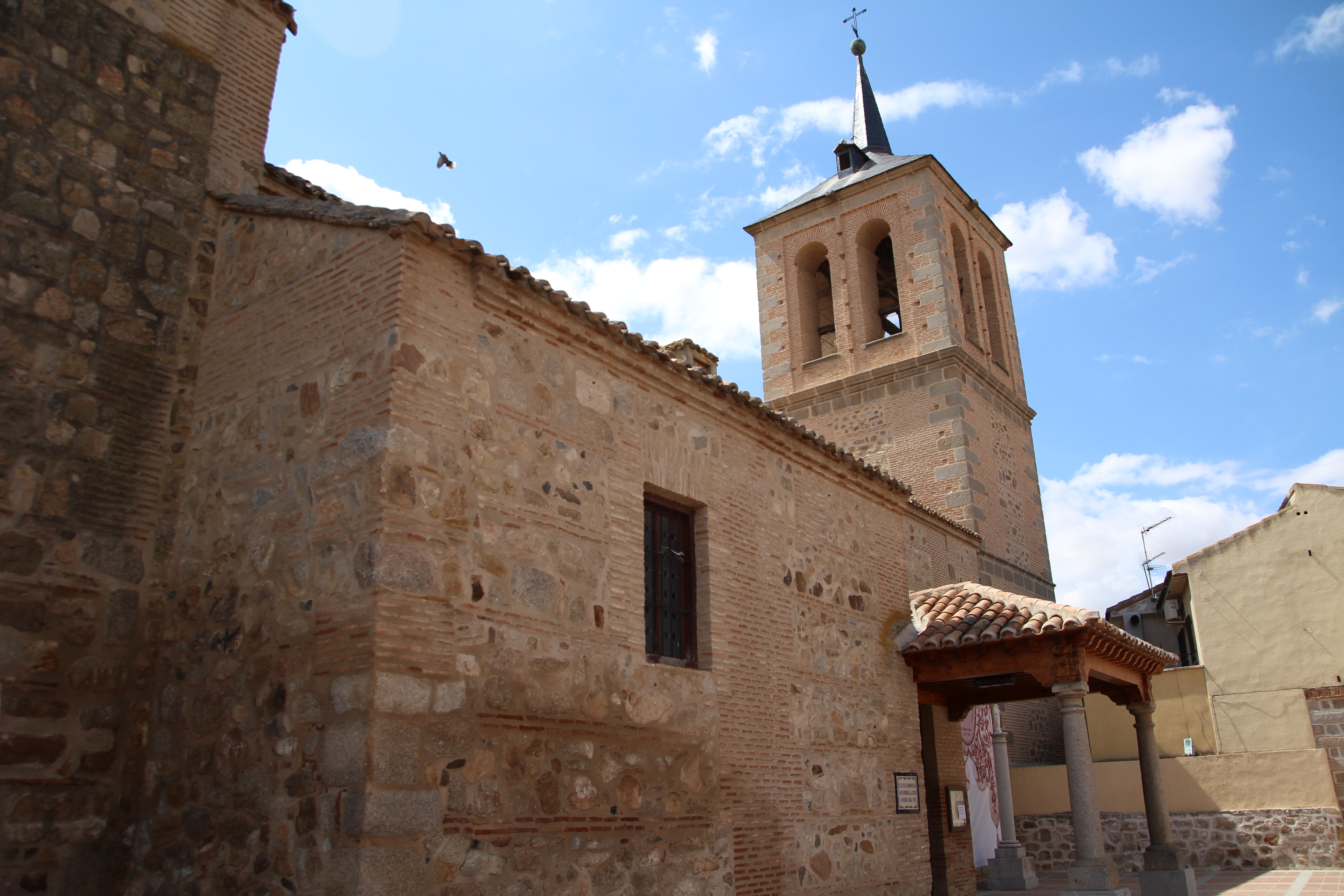
Dominikuskirche
- Marienkapelle

- Dominikuskirche

## Persönlichkeiten
- Gonzalo Payo (1931–2002), Politiker (PP), Regierungspräsident von Kastilien-La Mancha (1982)